# 梁遇春

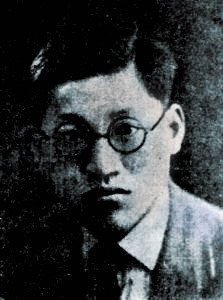
梁遇春像

梁遇春（1906年－1932年），福州闽侯人，中国現代作家。
1924年进入北京大学英文系学习。1928年秋毕业后曾到上海暨南大学任教。翌年返回北京大学图书馆工作。后因染急性猩红热，猝然去世。

## 作品
主要為散文與翻译西方文学作品。1926年开始陆续在《语丝》、《奔流》、《骆驼草》、《现代文学》、《新月》等刊物上发表散文，后大部分收入《春醪集》和《泪与笑》。 

## 评价
文学史家唐弢在《晦庵书话》里指出：“我喜欢遇春的文章，认为文苑里难得有像他那样的才气，像他那样的绝顶聪明，像他那样的顾盼多姿的风格。每读《春醪集》和《泪与笑》，不免为这个死去的天才惋惜。” 梁遇春的北大外文系老师温源宁回忆说，梁遇春为人谦虚，散文是一流的。

## 书目
- 《春醪集》，北新书局，1930。
- 《泪与笑》，开明书局，1934。

- 秦賢次編，《梁遇春散文集》，台北：洪範書店，1979。
- 《梁遇春散文选集》，百花文艺出版社，1983。

## 翻译书目
- [英]狄更生著，《近代论坛》（论文），上海：春潮书局，1929。
- 《英国诗歌选》，北新书局，1931。
- [苏]高尔基著，《草原上》（小说），北新书局，1931。
- [英]笛福著，《荡妇自传》（小说），北新書局，1931。（再版改名《摩尔。弗兰德斯》）
- [俄]伽尔逊著，《红花》（小说），北新书局，1931。
- [波兰]康拉德著，《吉姆爷》（小说），商务印书馆，1934。
- [英]笛福著，《鲁滨孙漂流记》（小说），北新書局，1931。

1. ↑  "The Late Mr. Liang Yu-ch'un 梁遇春, A Chinese Elia", Wen Yuan-ning, "Imperfect Understanding: Intimate Portraits of Modern Chinese Celebrities", Christopher Rea编 (Amherst, MA: Cambria Press, 2018), 页53-56.